# 阿坎鼓
阿坎鼓（Akan Drum）是一種在西非製造的鼓，後來在北美的維吉尼亞殖民地被發現。它現在是大英博物館中最古老的非裔美國人物品之一，也可能是世界上存世最長的文物之一。 這架鼓被認為見證了三大洲在大西洋奴隸貿易中的參與，據估計有一千兩百萬人被運送過大西洋。這架鼓通常展示在大英博物館北美展廳的第26展室。

## 概要
阿坎鼓是由生長在撒哈拉以南非洲的兩種木材製成的，即巴非亞木和非洲山歐楠。後者是一種優質的硬木，以其易於雕刻和共鳴而聞名，非常適合用於製作樂器。鼓皮來自鹿皮，用植物纖維拉伸到木結構上。

## 歷史

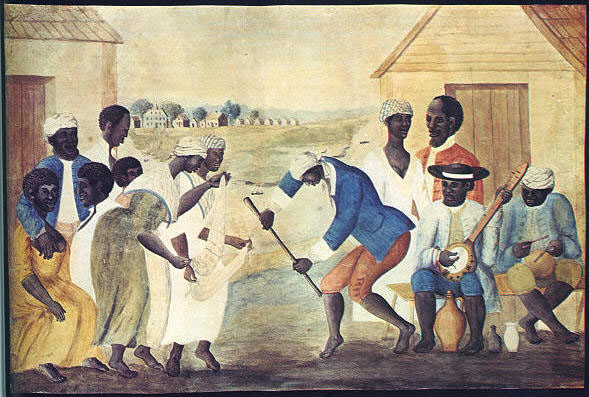
《老植園》，約1785年至1795年。晚18世紀的水彩畫，展示了南卡羅來納州一個種植園上的奴隸舞蹈表演，奴隸手持著一個民謠琴和一個鼓。

這架鼓是在西非加納地區製作的，時間跨度約在1700年至1745年之間。據推測，這架鼓可能是在奴隸販賣活動中使用，在運往美洲的奴隸船上被帶走的，被奴役的人通常是戰俘或被綁架的個體，因此無法攜帶私人物品。據推測，這架鼓可能是船員之一或非洲酋長的兒子帶來的，後者通常會出售被奴役的人以便運輸。奴隸販子經常使用「舞蹈奴隸」來練習和鍛鍊他們的「商品」。因此，這架鼓可能是用來伴隨這些舞蹈和活動的用處使用，「阿坎」一詞通常指的是今天加納地區的文化，包括芳蒂人、阿散蒂人和阿誇佩姆人等族群。
這架特殊的鼓是由克拉克牧師和代表盎格魯愛爾蘭科學家汉斯·斯隆在維吉尼亞州獲得的。斯隆曾穿越牙買加，親眼目睹了被奴役的人們演奏樂器，其中包括後來演變成班卓琴的樂器。 斯隆收集了奴隸制度的工具和其他工藝品，其中包括這架鼓。克拉克和斯隆錯誤地認為這架鼓是由美洲原住民製作的。而斯隆的收藏也成為日後大英博物館的創始收藏之一，他的收藏於1753年被英國政府購買。當時，這架鼓仍然作為「斯隆收藏」的一部分展示在大英博物館上。斯隆的目錄記錄了這件物品：「鼓是用樹木雕製而成，頂部用釘子和皮帶加固，底部是從維吉尼亞州鑿空的」。
然而，到了1906年，大英博物館的館長們意識到這架鼓不可能由美洲原住民製作，而是源自於非洲。在1970年代，利用邱园的專業知識，他們得以確定木材的產地是非洲。據認為，這架鼓最初是為非洲酋長樂隊的音樂家製作的。

## 文化意義

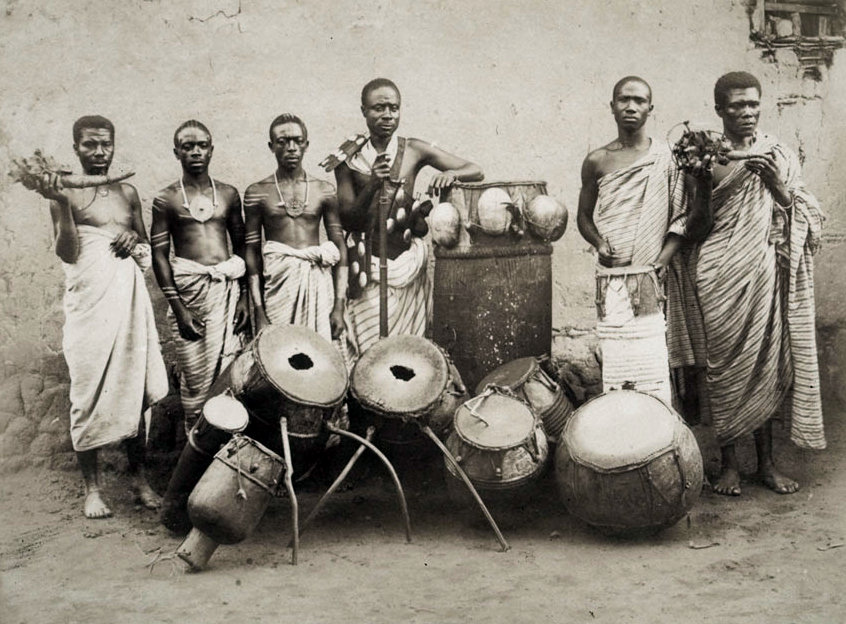
約1890年拍攝的阿貝蒂菲酋長首席樂隊，展示了一個與阿坎鼓類似的鼓。

該文物是目前大英博物館中最古老的非裔美國人文物之一，也是其創始收藏的一部分。 這架鼓被選中作為「大英博物馆100件文物中的世界史」系列的特色展品，該系列是從2010年開始由BBC和大英博物館合作的一系列廣播節目。
這架鼓也曾作為2010年大英博物館特別展覽「從非洲到美洲：擊鼓、奴役、音樂」中的主要展品之一展出。這次展覽探討了這架鼓在「奴隸之舞」中的使用，同時也作為奴隸貿易所帶來的文化碰撞的一個例子，最終演變成爵士樂和搖滾樂，奴隸主對待非洲音樂的態度並不確定，鼓在某些種植園上是被禁止的。
2020年9月，前大英博物館董事會副主席邦妮·格里爾選擇了阿坎鼓作為大英博物館YouTube頻道「危機物品」系列的一部分。該系列由哈特維希·菲舍爾主持，旨在突出展示大英博物館藏品中展示過去人們如何面對重大挑戰的物品。